# アンシャル

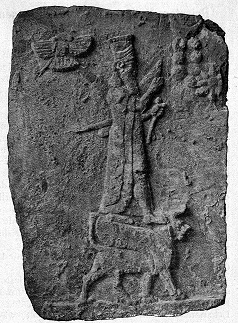
牛の上に立つアンシャル、アッシリアの首都アッシュール出土

アンシャルまたはアンシャール（英語：Anshar）は、バビロニア神話やエヌマ・エリシュ等に登場する天の神。

名前は「天の中心」を意味する。

キシャルと共に生まれた、その兄（または弟）にして夫。

アンシャルとキシャルはともにラハムとラフムの子で、アヌを（伝承によっては、エンリルをも）産んだ。

アンシャルはニンリルの配偶神とされることもある。

新アッシリア時代、サルゴン2世により、アッシュールを世界創造以来の神とする目的でアッシュールと習合された。